# Thiên niên kỷ 5
Thiên niên kỷ 5 là khoảng thời gian tính từ năm 4001 đến hết năm 5000, nghĩa là bằng 1000 năm, trong lịch Gregory.